# Hermanas Franciscanas Misioneras de Asís
La Congregación de Hermanas Franciscanas Misioneras de Asís, conocidas también como Misioneras de Giglio son una congregación religiosa femenina de derecho pontificio, fundadas en Asís bajo la inspiración del patriarca de la Familia Franciscana, san Francisco, en 1702, por obra del religioso franciscano conventual José Antonio Marcheselli y de la terciaria franciscana Ángela María del Giglio.

## Historia
En una época en la que la Tercera Orden de San Francisco en Italia se había alejado de los ideales fundacionales, el religioso franciscano conventual José Antonio Marcheselli, propuso a un grupo de hijas espirituales, un retorno no solo a los orígenes del espíritu franciscano sino además a los de la misma Iglesia primitiva.
Los primeros doscientos años de historia de la congregación se desarrollaron solo en la ciudad de Asís, desde donde las hermanas sin pretensión alguna de expansión intentaron vivir según el carisma franciscano de la pobreza en la búsqueda de una mayor conformación con el Dios cristiano, a través de la vida espiritual y de la educación de las mujeres en la escuela fundada por Ángela María del Giglio, considerada junto con Marcheselli fundadora de la congregación.
En 1902 se dio por primera vez la apertura a las misiones. EL instituto comenzó a difundirse primero por Italia y luego en fuera de ella. Los primeros focos de misión extranjera fueron Grecia, Turquía Rumanía y Albania. Recibieron la aprobación pontificia el 30 de julio de 1934.
El 3 de noviembre de 2007 fue elegida como superiora general de la congregación Juliana Malama, proveniente de Kenia, convirtiéndose en la primera de Kenia elegida para ese cargo. En el capítulo general del 12 de septiembre de 2013 fue reelegida en el cargo.

## Carisma y misión
Las religiosas pertenecientes a esta congregación pretenden seguir a cristo haciendo del Evangelio su propia regla de vida a través del servicio a los más necesitados por medio de varias obras de caridad, se proponen practicar, según el carisma franciscano, su servicio desde la minoridad, simplicidad y alegría, favoreciendo con solidaridad la paz y la justicia; se consideran a sí mismas en un constante camino de conversión, dedicándose a las misiones, a la atención de los más necesitados en casas de acogida, al sostenimientos de familias necesitadas, enfermos, leprosos, discapacitados, ancianos, escuelas, pastoral juvenil y mujeres, especialmente en zonas marginadas de los lugares en donde desarrollan su misión.

## Presencia
En la actualidad las hermanas suman unas 572 religiosas distribuidas en 92 comunidades presentes en: Italia, Rumanía, Croacia, Rusia, Alemania, Moldavia, Japón, Corea del Sur, Vietnam, Filipinas, China, Indonesia, Brasil, Estados Unidos, México, Colombia, Argentina, Cuba, Zambia, Kenia, Relublica Dominicana,Uruguay y Malawi.